# Seznam osebnosti druge svetovne vojne
Seznam osebnosti, ki so bile vpletene v drugo svetovno vojno.

### B
Edvard Beneš - Henry Gordon Bennett - Thomas Blamey - Werner von Blomberg - Fedor von Bock - Eduard Freiherr von Böhm-Ermolli - Boris III. - Omar Nelson Bradley - Walther von Brauchitsch - Josip Broz Tito - Semjon Mihajlovič Budjoni - Ernst Busch -

### C
Fritz Clausen - John Curtin - Winston Churchill -

### D
Georgi Dimitrov - Josip Visarijonovič Džugašvili -

### E
Dwight Einsenhower

### F
Faruk - Bogdan Filov -

### G
Hermann Göring - Robert Ritter von Greim - Albert Guerisse -

### H
Sven Hassel - Adolf Hitler - Enver Hoxha - 

### J
Andreé de Jongh -

### K
Ernst Kaltenbrunner - Wilhelm Keitel - Albert Kesselring - Ewald von Kleist - Günther von Kluge - Ivan Stepanovič Konjev - Georg von Küchler - 

### L
Wilhelm Ritter von Leeb - Leopold III. - Wilhelm List - 

### M
Erich von Manstein - Robert Menzies - Erhard Milch - Walter Model - Leslie Morshead - Benito Mussolini -

### P
Friedrich Paulus - Hubert Pierlot - Edgard Potier -

### R
Walther von Reichenau - Wolfram Freiherr von Richthofen - Konstantin Konstantinovič Rokosovski - Erwin Johannes Eugen Rommel - Gerd von Rundstedt - Franklin Delano Roosevelt  - 

### S
Hajle Selasije I. - Arthur Seyss-Inquart - Ferdinand Schörner - Simeon II. - Hugo Sperrle - Stalin -

### T
Jožef Tiso - Lauri Törni - Leopold Trepper -

### V
Getulio Vargas - Kliment Jefremovič Vorošilov -

### W
Maximilian Reichsfreiherr von Weichs - Erwin von Witzleben - 

### Ž
Georgij Konstantinovič Žukov -